# Jeremy Sinden
Jeremy Sinden (14 de junio de 1950 - 29 de mayo de 1996) fue un actor inglés.

## Biografía
Su nombre completo era Jeremy Mahony Sinden, y nació en Londres, Inglaterra, siendo sus padres los actores Sir Donald Sinden y Diana Mahony. Su hermano es el actor y director Marc Sinden. 
Educado en la Edgeborough School y en el Lancing College, Sinden aprendió como ayudante de dirección de escena en el Festival Teatral de Pitlochry. Más adelante, en 1970 y 1971 pasó dos temporadas en Stratford-upon-Avon con la Royal Shakespeare Company, también como ayudante de puesta en escena así como suplente de 45 papeles. Trabajó también en la pantomima y el teatro de repertorio en Bournemouth, Farnham, Leatherhead y Windsor, pasando después una temporada en el Festival Teatral de Chichester. Posteriormente ingresó en la London Academy of Music and Dramatic Art (LAMDA), donde pasó tres años y ganó el Premio Forsyth. Aún estaba en la Academia cuando debutó en los escenarios del West End en 1972, actuando en el Cambridge Theatre con el papel de Soldado Broughton en la pieza de R. C. Sherriff Journey's End. Después volvió al Festival de Chichester, donde actuó en cuatro obras.
Sinden fue el oso Baloo en 1984 en una representación de la obra de Rudyard Kipling El libro de la selva, escenificada en el Adelphi Theatre, actuando Fenella Fielding como la pitón Kaa. En 1994 actuó en el National Theatre encarnando al Mayor Swindon en la pieza de George Bernard Shaw The Devil's Disciple. Su última actuación teatral, para la compañía del National en el Old Vic, fue con una adaptación de Alan Bennett de la novela El viento en los sauces.
Sinden debutó en el cine encarnando a un piloto rebelde en la película Star Wars: Episodio IV - Una nueva esperanza (1977). Posteriormente actuó en producciones como Rosie Dixon – Night Nurse (1978), Chariots of Fire (1981), Ascendancy (1983), Madame Sousatzka (1988), The Object of Beauty (1991), Let Him Have It (1991) y The Innocent (1993).
Su trabajo televisivo incluye papeles en series como Crossroads, The Expert, Danger UXB, Have His Carcase, Retorno a Brideshead, The Far Pavilions, Never the Twain, Robin of Sherwood, Lord Mountbatten: El último virrey, Middlemarch, The House of Windsor y As Time Goes By. Su último papel fue el de Mr. Barling en un episodio de la serie The Famous Five titulado Five Go To Smugglers Top.
El 4 de septiembre de 1968, Sinden y su hermano Marc formaron parte del coro "Na-Na" en la promoción de la canción de The Beatles "Hey Jude".
Mediada la década de 1990, Sinden contrajo un cáncer de pulmón, enfermedad que también padeció al mismo tiempo su mejor amigo, Simon Cadell. El padre de Cadell, John Cadell, había sido el agente teatral de Donald Sinden durante más de treinta años. Jeremy Sinden falleció en 1996 en Londres, doce semanas después de morir Cadell. Ambos tenían 45 años de edad. Sinden había estado casado con la actriz Delia Lindsay desde 1978, con la que tuvo dos hijas, Kezia y Harriet.

## Filmografía (selección)

### Cine
- 1977 : Star Wars: Episodio IV - Una nueva esperanza
- 1978 : Rosie Dixon - Night Nurse
- 1981 : Chariots of Fire
- 1981 : Mark Gertler: Fragments of a Biography
- 1982 : Doll's Eye
- 1983 : Ascendancy
- 1988 : Madame Sousatzka
- 1991 : The Object of Beauty
- 1991 : Let Him Have It
- 1993 : The Innocent

### Televisión (series)
- 1976 : The Sweeney, 1 episodio
- 1976 : The Expert, 9 episodios
- 1976-1978 : Crossroads, 20 episodios
- 1979 : Danger UXB, 10 episodios
- 1981 : Retorno a Brideshead, 4 episodios
- 1986 : Robin of Sherwood, 1 episodio
- 1986 : Lord Mountbatten: El último virrey, 6 episodios
- 1987 : Lord Peter Wimsey: Have his carcase, 4 episodios
- 1994 : Middlemarch, 3 episodios
- 1994 : The House of Windsor, 6 episodios
- 1995 : The Famous Five, 2 episodios
- 1996 : As Time Goes By, 2 episodios